# 大众日报创刊地
《大众日报》创刊地，位于山东省临沂市沂水县王庄乡云头峪村，是中华人民共和国山东省文物保护单位之一。
1992年6月12日，授予山东省文物保护单位，是一座革命遗址及革命纪念建筑物。